# マハトマパンチ
マハトマパンチは、日本テレビ系列の札幌テレビ（STV）にて、毎週日曜日午前中（9:55 - 10:55）に放送していた生放送形式のバラエティ番組。番組キャッチフレーズは「パワフルサンデー!」。

## 概要
STVは長年に渡って日曜日午前中に自社制作番組を放送していたが、生放送番組に関しては2001年10月から5年間放送されていた『どさんこサンデー』以来放送がなかった。当番組はそれ以来、5年半ぶりの生放送番組になる。
なお当番組放送開始に伴い、STVでは日本テレビ系列（一部地域除く）で放送されている『誰だって波瀾爆笑』を日本テレビと同時ネットから遅れネットに変更し、2012年3月まで独立番組として放送していた『ぞっこん!スポーツ』・『ブギウギ専務』が、当番組のワンコーナーとして移転した（ブギウギ専務は2013年3月を以て終了した）。
番組開始より9:55 - 11:25にて放送してきたが、2013年4月7日から放送時間が30分短縮し、9:55 - 10:55の放送となった（10:55 - 11:25の枠は同日よりSTV制作の新旅番組「たびばん」の放送を開始）。
2015年8月30日を以って番組は3年5ヶ月の歴史に幕を下ろし、翌週9月6日より『誰だって波瀾爆笑』を本番組開始前と同様、日本テレビと同時ネットへ戻る。

## 出演

### MC
- 伊吹吾郎（北海道二海郡八雲町出身の俳優、北海道観光大使）
- 内山佳子（2014年10月5日 - STVアナウンサー）

### スポーツパンチ
- 大森健作（『スポーツパンチ』解説、2012年10月7日からは番組全編通して出演。）
- 工藤聖太（2015年4月5日-　STVアナウンサー）

### パンチガールズ
- 徳村里菜（2012年4月8日 - ）※2014年11月より病気療養中。
- アリョーナ（2013年10月6日 - ）

### コーナー出演
- 上杉周大（不定期でスタジオ出演）
- 西崎幸広（『スポーツパンチ』解説、不定期でスタジオ出演）
- 水上善雄（同上）
- 稲田直人（同上、2013年2月3日 - ）
- 片野弘一（STVニュース、2012年10月7日 - STV報道局解説委員、元NNNモスクワ支局長）
- 高田まい（『マハトマ体操』講師、インストラクター）
- 小出朗（中継担当、2014年10月5日-　当時STVアナウンサー）※2012年4月8日-2014年9月28日まではスタジオにてMC担当。
- 柳沢慎吾（中継担当、2015年4月より月一レギュラー）※2015年3月以前も不定期で出演していた。

### 過去の出演者
- 松井さやか（パンチガールズ、2012年4月8日 - 2012年9月30日）
- MAKI（ブギ専パンチ、 - 2012年9月30日）
- 大竹麻代（ブギ専パンチ、 - 2012年9月30日）
- 大西暁子（パンチガールズ（進行）・スポーツパンチ・サキノッチ、2012年4月8日 - 2013年9月29日）
- SERI※（現・小山世莉[1] パンチガールズ、2012年4月8日 - 2013年9月29日、2013年3月までは毎週出演）
- 岡田絵里奈※（パンチガールズ、2013年4月7日 - 2013年9月29日）
- 喜多淑果※（パンチガールズ、2013年4月7日 - 2013年9月29日）

※SERI・岡田・喜多は隔週交代で2人ずつ出演していた。
- りさ（『伊吹めし』講師、フードコーディネーター）
- 石黒佳奈（進行、2012年4月8日-2014年9月28日）
- 吉川典雄（中継担当、2013年10月6日-2014年9月28日、STVアナウンサー）
- 大地洋輔（『流れ星雁太郎』2012年4月8日-2015年3月29日）

## コーナー
- SPECIALパンチ
  - COO~L HOKKAIDO - 3人の在道外国人をリポーターに据え、外国人の目を通して北海道の良さを再発見するロケ企画。
  - サキノッチ - パンチガールズが札幌の気になるトレンドや文化を取り上げる。コーナー名はSapporo KininaruNo Checkの略。
  - 発掘!ネオB級グルメ - 小出とすすきのニューハーフパブLaLaTooキャストのまこ・ポッキーの3人が道内各地の新たなるB級グルメを発掘する。

ほか
- スポーツパンチ

「ぞっこん!スポーツ」より継承したコーナー。大森と小出が進行。
- Fantastic&Funny Fighters - ぞっこんスポーツより継承したコーナー。北海道日本ハムファイターズの1週間の名場面を振り返る。
- これは五つ紋 - 伊吹がファイターズのベストプレーを5点満点で評価する。
- 大森健作のHOT・HOT・HOT - 大森がコンサドーレ札幌の1週間のベストプレーを30秒で振り返る。

- STV NEWS

片野が進行。北海道内の最新ニュースを伝える。
- マハトマ体操

伊吹と高田まいが家庭でできる簡単な体操を紹介する。
- お天気パンチ

天気予報コーナー。当初は「天気予報for you」で行われていた特技披露をバックにした予報も続行されていた。
- アリョーナのこれはハラSHOW!

アリョーナが街で見つけた便利グッズをクイズ形式で紹介。
- 侍ゴロー

伊吹が風船を割って気合を入れる人物はどれかを予想するデータ放送ゲーム企画。
- 伊吹吾郎の北海道みらいへ[2]

北海道観光大使を務める伊吹が北海道ゆかりの著名人をゲストに迎え北海道への思いや未来への展望等を語りあう北海道庁提供による対談コーナー。

### 過去のコーナー
- 伊吹ロゴー

伊吹吾郎が道内地場企業のロゴに関するエピソードを紹介する。
- エクレアゴロー

伊吹吾郎が道内の洋菓子店のエクレア紹介コメントを読み上げた後に、紹介したエクレアを食べる。
- TweetArt

大西暁子が描いたイラストを紹介する。イラストにはつぶやきが入っている。
- パンチ直送[3]

STVの道内地域別ローカル放送の技術により、道央エリア、道北エリア、道東エリア、道南エリアのエリア別に差し替えて、イベント情報などを伝えていたコーナー。
道央エリア…札幌放送局
道北エリア…旭川放送局、網走放送局
道東エリア…帯広放送局、釧路放送局
道南エリア…函館放送局、室蘭放送局
エリアごとに違うパンチガールズが担当するが、同じセット、同じカメラワークで事前録画したものを放送していた。
ワンセグでは道央エリアの情報が全道で放送されていた。
- ブギ専パンチ

ブギウギ専務のマハトマパンチ内包としてのコーナー。
- ショートクパンチ!

毎週テーマを決めて街頭の市民にインタビューする。
- 男流厨房

「男気あふれるシェフ」による料理コーナー。
- 天気予報for you

道内の市町村別天気予報。データ放送の技術を用いて、視聴エリアに最も近い市町村の天気予報テロップが自動表示される。録画の再生時、ワンセグ、データ放送画面表示中、デジアナ変換視聴時はテロップが表示されない。
天気予報のバックで、何らかの特技を持った人たちが特技を披露する。これまでに伊吹吾郎のマンドリンギター演奏、ボディービルダー、小学生けん玉チャンピオンなどが行われた。特技の披露はスタジオの外（STVホール横の広場）で行うことが多い。SERIまたは岡田絵里奈または喜多淑果が特技を披露する人の横で天気概況などを読み上げる。
- 発見!ゴロ・ロマーノ

伊吹吾郎扮する古代ローマ帝国の大食い俳優ゴロ・ロマーノが現代の札幌に現れたという設定で、毎週番組内でゴロ・ロマーノ胸像出現店のヒントが発表される。出現店にて胸像と店名プレートをセットで撮った発見証拠写真を送った応募者の中から抽選で1名に1万円分のぐるなびギフトカードがプレゼントされた。
- 五六七八（ごろうのななころびやおき）

伊吹吾郎の等身大全身写真をバルーン人形に印刷した「吾郎バルーン」が道内各地に出張するミニコーナー。出張ロケ地は番組内で募集していた。
- マハトマあっちむいてホイ!

データ放送を用いた伊吹吾郎とのあっち向いてホイゲーム企画。伊吹があっち向いてホイで頭を動かす方向を予想し、通算5勝に達するとプレゼント応募が可能。
- 伊吹めし

伊吹吾郎とフードコーディネーター・りさによる料理コーナー。
- 流れ星雁太郎

2013年3月末で終了した「ブギウギ専務」の後継コーナー。「男の旅」をテーマに、ちょっとマニアックなテーマで旅を行う。

## キャッチフレーズ
当番組は1年ごとにキャッチフレーズが変わっている。
- 2012年度：日曜朝から、濃い一発!
- 2013年度：日曜朝から、もっと濃い一発!
- 2014年春・夏：サンデー☆スマイル エンターテイメント!
- 2014年秋～2015年夏：パワフルサンデー!